# Konrad Johannesson
Konrad Johannesson   (Manitoba, 10 d'agost de 1896 - Winnipeg, 28 d'octubre de 1968) va ser un aviador i jugador d'hoquei sobre gel canadenc que va competir a començaments del segle xx.
Nascut a Glenboro, Manitoba, el 1897 la família es va traslladar a Winnipeg, on va estudiar a les escoles Somerset i Kelvin. Juntament amb altres jugadors d'ascendència islandesa va començar a jugar a jugador d'hoquei sobre gel amb els Winnipeg Falcons el 1913.

## Primera Guerra Mundial
Johannesson es va alistar al 223è Batalló d'Ultramar (XI Reserva) de la 2a Brigada de l'exèrcit canadenc el 8 de març de 1916 a Winnipeg. Des d'aleshores, i fins l'abril de 1917, es va formar a Camp Hughes, prop de Carberry, Manitoba. L'abril de 1917 fou destinat a Anglaterra i el setembre d'aquell mateix any s'incorporà a la Royal Flying Corps, on va començar a formar-se com a pilot. Exercí d'instructor de vol al camp d'aviació que la Royal Flying Corps tenia a El Khanka, Egipte. Johannesson va formar pilots fins a desembre de 1918 i va tornar al Canadà el maig de 1919.

## Hoquei sobre gel
En finalitzar aquesta etapa militar va estudiar a la Universitat de Manitoba i tornà a jugar a hoquei sobre gel amb els Winnipeg Falcons. El 1920 va prendre part en els Jocs Olímpics d'Anvers, on guanyà la medalla d'or en la competició d'hoquei sobre gel. Fins al 1929, quan es retirà, jugà en diversos equips i lligues: Winnipeg Maroons de la Central Hockey League, els Moose Jaw Warriors i els Regina Capitals de la Pro Hockey League, i els equips de St. Paul i Winnipeg de l'American Hockey Association. Durant la temporada de 1933-1934 va exercir d'entrenador principal dels Winnipeg Falcons.

## Aviació
Després de tornar al Canadà Johannesson va treballar com a instructor de vol. El 1927 fou contractat per la ciutat de Winnipeg per fer de gerent del seu aeroport. Sota la seva supervisió, després de la construcció de grans instal·lacions per part de la Canadian Airways Limited el 1931, l'aeroport de Winnipeg va passar de ser una petita pista d'aterratge fins a ser un dels principals aeroports de l'oest del Canadà.
De 1929 a 1932 fou membre fundador, cap d'instructor de vol i gerent del Winnipeg Flying Club. Durant el seu mandat, Johannesson va obtenir la classificació més alta com a preparador de vol al Canadà, una classificació en la qual sols hi havia sis instructors.
Durant la Segona Guerra Mundial se centrà en la formació de pilots per a la Reial Força Aèria Canadenca, i en finalitzar aquesta havia ensenyat a volar a 231 pilots.